# Elecciones generales de Bolivia de 1997
Las elecciones presidenciales bolivianas de 1997 se realizaron el domingo 1 de junio de 1997. Como ningún candidato obtuvo más de la mitad de los votos, el Congreso Nacional decidió entre los candidatos con mayor votación. Hugo Banzer Suárez de la Acción Democrática Nacionalista (ADN), fue elegido posteriormente. Si bien el ADN emergió como el partido más grande en el Congreso, no logró obtener la mayoría de los escaños y formó un gobierno de coalición con el Movimiento de Izquierda Revolucionaria, Conciencia de Patria y la Unidad Cívica Solidaridad.

## Sistema electoral
En esta elección cambiaron las condiciones para ser elector, en función de las modificaciones a la Constitución Política del Estado de 1994 y 1995. La edad mínima para votar se redujo a los dieciocho años. También entró en vigencia una modificación respecto al período de mandato, que se ampliaba de cuatro a cinco años sin posibilidad de reelección para diputados, senadores, presidente y vicepresidente (Arts. 61, 65 y 87 de la Constitución).

#### Circunscripciones electorales en 1997
La Ley N° 1704 de 2 de agosto de 1996 consideraba tres clases de circunscripciones: una nacional, nueve departamentales y sesenta y ocho uninominales (Artículo 2º). La Constitución de 1967 no establecía un número fijo de diputados y senadores, lo cual quedaba por definirse según una ley específica. En el caso de las reformas constitucionales de los años noventa, se estableció explícitamente que el Congreso se conformaría por 157 parlamentarios (130 diputados y 27 senadores); de los diputados, la mitad se elegirían en circunscripciones uninominales y la otra mitad en circunscripciones departamentales plurinominales.

#### Formas de candidatura y votación
Las formas de candidatura a la Presidencia de la República, a senadores y diputados no fueron modificadas en relación con las anteriores elecciones, a excepción de las candidaturas en las circunscripciones uninominales. La candidatura a la presidencia siguió siendo unipersonal; mientras que la candidatura de los senadores se seguía llevando a cabo con base en una lista partidaria. En la cámara de diputados  candidaturas unipersonales para las sesenta y ocho circunscripciones uninominales, que se suman a las candidaturas por lista, tal como existían anteriormente.
También se modificó la forma de voto. Se definió la división horizontal de la papeleta en dos partes iguales, en la mitad superior se votaría para la elección de presidente, vicepresidente, senadores y diputados plurinominales; mientras que en la mitad inferior se votaría para la elección de los diputados uninominales.

#### Fórmula electoral en 1997
En la Ley N° 1704 se estableció una barrera electoral de 3% sobre los votos válidos a nivel nacional. Así, solamente los partidos con votación mayor que ese porcentaje podían tener un escaño en las circunscripciones plurinominales. Los escaños electos en las circunscripciones uninominales no fueron afectados por la barrera (Art. 11). La asignación de escaños por lista se estableció según la fórmula de los divisores naturales (ya no según los divisores impares, como en las elecciones anteriores).[cita requerida]

### División electoral
Se mantuvo la asignación de 3 senadores a cada departamento, tal como en las elecciones anteriores desde 1979. Para el caso de los diputados, en esta elección debutó el sistema mixto de elección, con candidaturas plurinominales y uninominales, quedando de la siguiente manera:
| Departamento | Senadores | Diputados  | Diputados    |
| Departamento | Senadores | Uninominal | Plurinominal |
| ------------ | --------- | ---------- | ------------ |
| Chuquisaca   | 3         | 6          | 5            |
| La Paz       | 3         | 16         | 15           |
| Cochabamba   | 3         | 9          | 9            |
| Oruro        | 3         | 5          | 5            |
| Potosí       | 3         | 8          | 7            |
| Tarija       | 3         | 5          | 4            |
| Santa Cruz   | 3         | 11         | 11           |
| Beni         | 3         | 5          | 4            |
| Pando        | 3         | 3          | 2            |
| Total        | 27        | 68         | 62           |
| Total        | 27        | 130        |              |

## Candidatos
La novedad en los 10 binomios de candidatura se debió a la ausencia de los políticos “neopopulistas” Max Fernández de la Unidad Cívica Solidaridad (UCS) y Carlos Palenque de Conciencia de Patria (CONDEPA). Ambos líderes políticos habían muerto prematuramente, lo que determinó a la larga la práctica desaparición de sus partidos. En cuanto a las candidaturas nuevas, el “instrumento político” de las organizaciones campesinas, que no había obtenido el registro como partido político en la Corte Nacional Electoral, se presentó en acuerdo con Izquierda Unida, con el dirigente Alejo Véliz como candidato a la presidencia; el dirigente moxeño trinitario Marcial Fabricano postuló a la vicepresidencia por el MBL; el dirigente Juan de la Cruz Villca acompañó a Ramiro Barrenechea en la candidatura del Eje.[cita requerida]

## Resultados

### Presidente y Senado
|                         |                                                           |                                        |           |        |           |
| Candidatos              | Candidatos                                                | Partido                                | Votos     | %      | Senadores |
|                         | Hugo Banzer Suárez Jorge Quiroga Ramírez                  | ADN / NFR / PDC                        | 484 705   | 22,26  | 11        |
|                         | Juan Carlos Durán Saucedo Percy Fernández Añez            | Movimiento Nacionalista Revolucionario | 396 235   | 18,20  | 4         |
|                         | Remedios Loza Alvarado Gonzalo Ruiz Paz                   | Conciencia de Patria                   | 373 528   | 17,16  | 3         |
|                         | Jaime Paz Zamora Samuel Doria Medina Auza                 | Movimiento de Izquierda Revolucionaria | 365 005   | 16,77  | 7         |
|                         | Ivo Kuljis Füchtner Juan Chahín Lupo                      | Unidad Cívica Solidaridad              | 350 728   | 16,11  | 2         |
|                         | Alejo Véliz Lazo Marcos Domic Ruíz                        | Izquierda Unida                        | 80 806    | 3,71   |           |
|                         | Miguel Urioste Fernández de Córdova Marcial Fabricano Noe | Movimiento Bolivia Libre               | 67 244    | 3,09   |           |
|                         | Jerjes Justiniano Talavera Sonia Montaño Ferrufino        | Vanguardia Socialista de Bolivia       | 30 212    | 1,39   |           |
|                         | Ramiro Barrenechea Zambrana Juan de la Cruz Villca Choque | Eje de Convergencia Patriótica         | 18 327    | 0,84   |           |
|                         | Eudoro Galindo Anze Ángel Cardona Ayoroa                  | Partido Democrático Boliviano          | 10 381    | 0,48   |           |
| Votos válidos           | Votos válidos                                             | Votos válidos                          | 2 177 171 | 66,93  |           |
| Votos en blanco         | Votos en blanco                                           | Votos en blanco                        | 76 743    | 3,31   |           |
| Votos nulos             | Votos nulos                                               | Votos nulos                            | 67 203    | 2,90   |           |
| Total de votos emitidos | Total de votos emitidos                                   | Total de votos emitidos                | 2 321 117 | 71,36  | 27        |
| Inscritos               | Inscritos                                                 | Inscritos                              | 3 252 791 | 100,00 |           |
| Abstención              | Abstención                                                | Abstención                             | 931 674   | 28,64  |           |
| Fuente: Centellas.      |                                                           |                                        |           |        |           |

### Cámara de Diputados
|  | 22.26 % |

|  | 22.16 % |

|  | 18.20 % |

|  | 17.86 % |

|  | 17.16 % |

|  | 14.04 % |

|  | 16.77 % |

|  | 17.34 % |

|  | 16.11 % |

|  | 14.07 % |

|  | 3.71 % |

|  | 3.92 % |

|  | 3.09 % |

|  | 6.30 % |

|  | 2.70 % |

|  | 4.31 % |

|  | 93.80 % |

|  | 89.13 % |

|  | 3.31 % |

|  | 8.61 % |

|  | 2.89 % |

|  | 2.26 % |

|  | 100.00 % |

|  | 100.00 % |

|  | 71.36 % |

|  | 71.21 % |

### Votación del Congreso
Hugo Banzer fue apoyado por su alianza ADN–NFR–PDC, así como también por el Movimiento de Izquierda Revolucionaria (MIR), Conciencia de Patria (CONDEPA) y la Unidad Cívica Solidaridad (UCS). Su único oponente, Juan Carlos Durán, fue apoyado por el Movimiento Nacionalista Revolucionario (MNR). La Izquierda Unida (IU) y el Movimiento Bolivia Libre (MBL) se abstuvieron. La votación en el Congreso se realizó el 4 de agosto de 1997, concluyendo en la madrugada del día siguiente.
| Candidato                            | Candidato                            | Partido                              | Votos | %    |
| ------------------------------------ | ------------------------------------ | ------------------------------------ | ----- | ---- |
|                                      | Hugo Banzer                          | ADN-NFR-PDC                          | 118   | 79,7 |
|                                      | Juan Carlos Durán                    | MNR                                  | 30    | 20,3 |
| Votos en blanco y nulos              | Votos en blanco y nulos              | Votos en blanco y nulos              | 0     | –    |
| Total                                | Total                                | Total                                | 148   | 100  |
| Votantes registrados / Participación | Votantes registrados / Participación | Votantes registrados / Participación | 157   | 94,3 |
| Fuente: Centellas                    |                                      |                                      |       |      |